# قائمة أبراج اليابان

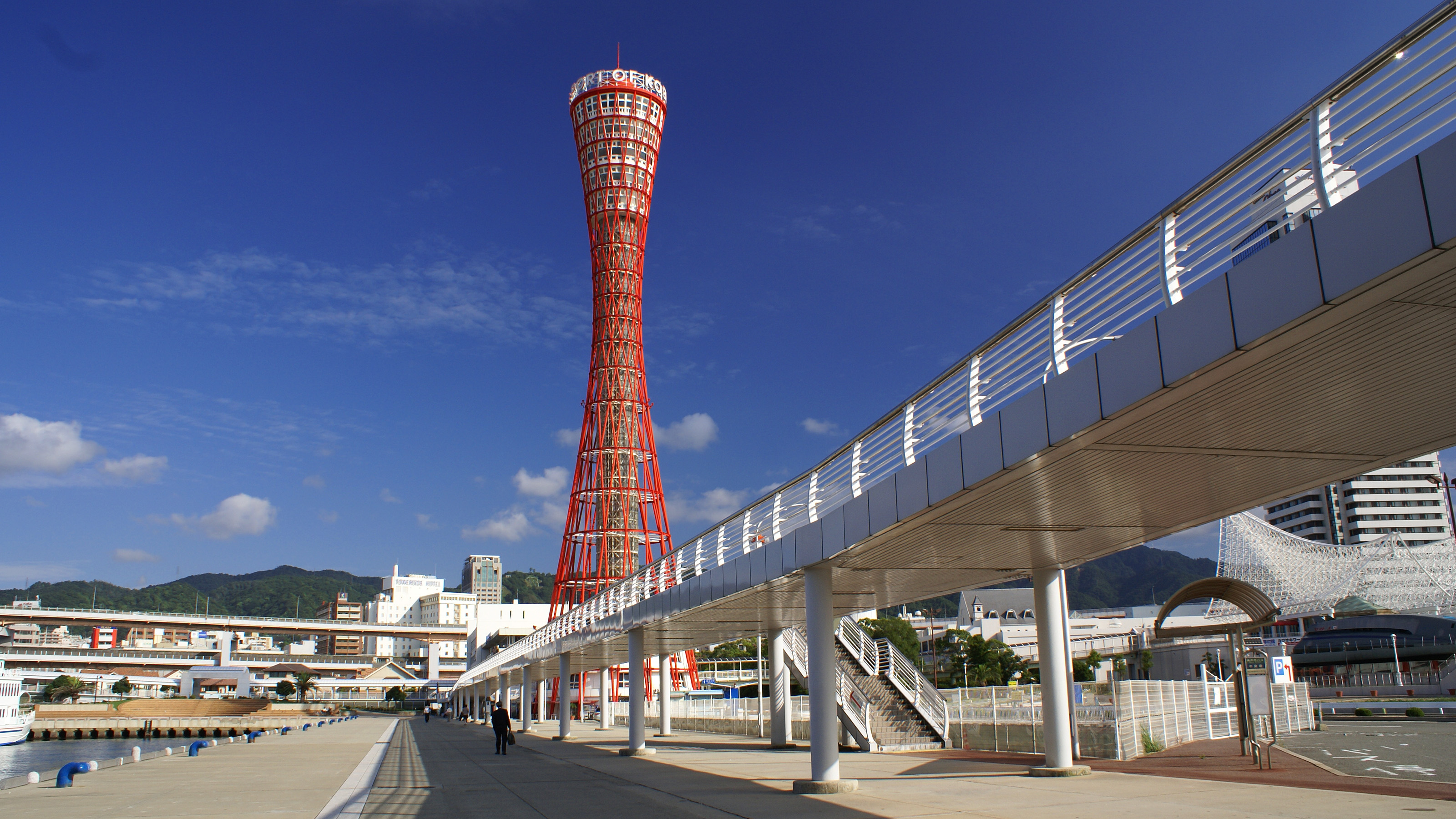
برج ميناء كوبه

البرج هو بناء مرتفع عن مستوى المباني السكنية، ينشأ لأهداف جمالية أو دفاعية أو كبرج للاتصالات الهاتفية وغيرها.

## قائمة أبراج اليابان
تحتوي هذه القائمة على أسماء أبراج في اليابان.
- برج بيبو
- برج طوكيو
- برج ميناء كوبه
- برج ميناء هاكاتا
- برج تلفزيون ناغويا
- طوكيو سكاي تري